# David Pel
David Pel (Amstelveen, Países Bajos; 9 de julio de 1991) es un tenista neerlandés.
Pel alcanzó el puesto 70 en el ranking ATP de dobles el 2 de octubre de 2023; mientras que en individuales llegó al puesto 885 en el 1 de mayo de 2017.
Pel hizo su debut en el cuadro principal de la ATP en el Torneo de 's-Hertogenbosch 2017 en el cuadro de dobles haciendo pareja con Tallon Griekspoor. Fue derrotado por Santiago González y Adil Shamasdin en la primera ronda.
Pel hizo su debut en el cuadro principal de Grand Slam en dobles en el Torneo de Roland Garros 2021 junto a Julian Knowle.
Pel fue entrenado desde 2014 hasta 2021 por Dennis van Scheppingen.

## Torneos de Grand Slam

### Dobles

#### Finalista (1)
| Año  | Torneo    | Pareja         | Oponentes en la final       | Resultado   |
| 2025 | Wimbledon | Rinky Hijikata | Julian Cash Lloyd Glasspool | 2-6, 6-7(3) |

## Títulos ATP (1; 0+1)

### Dobles (1)
| Leyenda                         |
| Grand Slam (0)                  |
| ATP Wourld Tour Finals (0)      |
| ATP Masters 1000 World Tour (0) |
| ATP World Tour 500 series (0)   |
| ATP World Tour 250 series (1)   |

| No. | Fecha               | Torneo | Superficie    | Pareja        | Oponentes en la final          | Resultado |
| --- | ------------------- | ------ | ------------- | ------------- | ------------------------------ | --------- |
| 1.  | 18 de julio de 2021 | Bastad | Tierra batida | Sander Arends | Andre Begemann Albano Olivetti | 6-4, 6-2  |

#### Finalista (2)
| N.º | Fecha               | Torneo    | Superficie | Pareja         | Oponentes en la final            | Resultado   |
| --- | ------------------- | --------- | ---------- | -------------- | -------------------------------- | ----------- |
| 1.  | 14 de marzo de 2021 | Marsella  | Dura (i)   | Sander Arends  | Lloyd Glasspool Harri Heliövaara | 5-7, 6-7(4) |
| 2.  | 12 de julio de 2025 | Wimbledon | Hierba     | Rinky Hijikata | Julian Cash Lloyd Glasspool      | 2-6, 6-7(3) |

## Títulos ATP Challenger (21; 0+21)

### Dobles (21)
| N.° | Fecha                    | Torneo                             | Superficie    | Pareja             | Oponentes en la final                       | Resultado        |
| --- | ------------------------ | ---------------------------------- | ------------- | ------------------ | ------------------------------------------- | ---------------- |
| 1.  | 1 de julio de 2017       | Challenger de Milán                | Tierra batida | Tomasz Bednarek    | Filippo Baldi Omar Giacalone                | 6-1, 6-1         |
| 2.  | 20 de mayo de 2018       | Challenger de Heilbronn            | Tierra batida | Rameez Junaid      | Kevin Krawietz Andreas Mies                 | 6-2, 2-6, [10-7] |
| 3.  | 6 de octubre de 2018     | Challenger de Florencia            | Tierra batida | Rameez Junaid      | Filippo Baldi Salvatore Caruso              | 7-5, 3-6, [10-7] |
| 4.  | 28 de julio de 2019      | Challenger de Tampere              | Tierra batida | Sander Arends      | Ivan Nedelko Alexander Zhurbin              | 6-0, 6-2         |
| 5.  | 3 de agosto de 2019      | Challenger de Segovia              | Dura          | Sander Arends      | Orlando Luz Felipe Meligeni Rodrigues Alves | 6-4, 7-6(3)      |
| 6.  | 31 de agosto de 2019     | Challenger de Manacor              | Dura          | Sander Arends      | Karol Drzewiecki Szymon Walkow              | 7-5, 6-4         |
| 7.  | 23 de febrero de 2020    | Challenger de Koblenz              | Dura (i)      | Sander Arends      | Julian Lenz Yannick Maden                   | 7-6(4), 7-6(3)   |
| 8.  | 29 de agosto de 2020     | Challenger de Praga 2              | Tierra batida | Sander Arends      | André Göransson Gonçalo Oliveira            | 7-5, 7-6(5)      |
| 9.  | 24 de octubre de 2020    | Challenger de Ismaning             | Moqueta       | Andre Begemann     | Lloyd Glasspool Alex Lawson                 | 5-7, 6-4, [10-4] |
| 10. | 23 de enero de 2021      | Challenger de Estambul             | Dura          | André Göransson    | Lloyd Glasspool Harri Heliövaara            | 4-6, 6-3, [10-8] |
| 11. | 2 de abril de 2022       | Challenger de Saint-Brieuc         | Dura (i)      | Sander Arends      | Jonathan Eysseric Robin Haase               | 6-3, 6-3         |
| 12. | 7 de mayo de 2022        | Challenger de Mauthausen           | Tierra batida | Sander Arends      | Johannes Haerteis Benjamin Hassan           | 6-4, 6-3         |
| 13. | 13 de agosto de 2022     | Challenger de Meerbusch            | Tierra batida | Szymon Walków      | Neil Oberleitner Philipp Oswald             | 7-5, 6-1         |
| 14. | 17 de septiembre de 2022 | Challenger de Rennes               | Dura (i)      | Jonathan Eysseric  | Dan Added Albano Olivetti                   | 6-4, 6-4         |
| 15. | 8 de octubre de 2022     | Challenger de Mouilleron-le-Captif | Dura (i)      | Sander Arends      | Purav Raja Divij Sharan                     | 6-7, 7-6, [10-6] |
| 16. | 14 de enero de 2023      | Challenger de Oeiras 2             | Dura (i)      | Sander Arends      | Patrik Niklas-Salminen Bart Stevens         | 6-3, 7-6         |
| 17. | 11 de marzo de 2023      | Challenger de Lugano               | Dura (i)      | Zizou Bergs        | Constantin Frantzen Hendrik Jebens          | 6-2, 7-6         |
| 18. | 3 de agosto de 2024      | Challenger de Lüdenscheid          | Tierra batida | Bart Stevens       | Matwé Middelkoop Denys Molchanov            | 6-4, 2-6, [10-8] |
| 19. | 12 de octubre de 2024    | Challenger de Roanne               | Dura (i)      | Nicolas Barrientos | Jakub Paul Matěj Vocel                      | 4-6, 6-3, [10-6] |
| 20. | 1 de febrero de 2025     | Challenger de Koblenz              | Dura (i)      | Jakub Paul         | Geoffrey Blancaneaux Joshua Paris           | w/o              |
| 21. | 8 de marzo de 2025       | Challenger de Thionville           | Dura (i)      | Jakub Paul         | Matteo Martineau Luca Sanchez               | 6-1, 6-4         |